# Şəmkir Futbol Klubu
El Şəmkir Futbol Klubu, també conegut com a Shamkir FK, és un club de futbol azerbaidjanès de la ciutat de Şəmkir.

## Història
El club va ser fundat el 1954, però mai va disputar competicions a nivell soviètic. Fou refundat el 1993. Els seus anys més destacats foren a inicis de la dècada de 2000 quan guanyà tres títols de lliga consecutius i arribà tres cops més a la final de la copa. Fou el primer club del país que superà la fase de classificació de la Lliga de Campions de la UEFA. L'any 2005 desaparegué breument per manca de patrocini, però tornà a la vida el 19 d'agost de 2009 després de trobar patrocini novament.

## Palmarès
- Lliga azerbaidjanesa de futbol:
  - 1999-00, 2000-01, 2001-02
- Segona divisió de l'Azerbaidjan:
  - 1994-95

## Partits a Europa
- Q = Ronda classificatòria

| Temporada | Competició                   | Ronda | País | Club               | Casa | Fora | Total |
| --------- | ---------------------------- | ----- | ---- | ------------------ | ---- | ---- | ----- |
| 1999/00   | Copa de la UEFA              | Q     |      | Kryvbas Kryviy Rih | 0-2  | 0-3  | 0-5   |
| 2000/01   | Lliga de Campions de la UEFA | Q1    |      | Skonto Riga        | 4-1  | 1-2  | 5-3   |
|           |                              | Q2    |      | SK Slavia Praha    | 1-4  | 0-1  | 1-5   |
| 2001/02   | Lliga de Campions de la UEFA | Q1    |      | Barry Town         | 0-1  | 0-2  | 0-3   |
| 2004/05   | Copa de la UEFA              | Q1    |      | FC Tbilisi         | 1-4  | 0-1  | 1-5   |